# ATP Finals 2023 – Dublu
Finala ATP 2023 la dublu masculin a avut loc la mijlocul lunii noiembrie 2023. Cele opt perechi cele mai bine clasate în clasamentul ATP  au intrat în competiția de dublu a Turneului Campionilor. 
Rajeev Ram și Joe Salisbury, campionii en-titre, și-au apărat cu succes titlul, învingându-i în finală pe Marcel Granollers și Horacio Zeballos, cu 6–3, 6–4, pentru a câștiga titlul la dublu la turneul de tenis ATP Finals 2023.
Patru echipe debutează la ultimul eveniment al sezonului: Bopanna și Ebden, Santiago González și Roger-Vasselin, Máximo González și Molteni și Hijikata și Kubler, care s-au calificat până pe locul 17 în clasamentul de dublu datorită titlului de la Australian Open. Toți membrii acestor perechi, cu excepția foștilor finaliști Bopanna (2012, 2015) și Roger-Vasselin (2020), se află la prima lor participare la Turneul Campionilor.

## Capi de serie
1. Ivan Dodig /  Austin Krajicek (round robin)
2. Wesley Koolhof  /  Neal Skupski (round robin)
3. Rohan Bopanna /  Matthew Ebden (semifinale)
4. Santiago González /  Édouard Roger-Vasselin (semifinale)
5. Marcel Granollers /  Horacio Zeballos (finală)
6. Rajeev Ram /  Joe Salisbury (campioni)
7. Máximo González /  Andrés Molteni (round robin)
8. Rinky Hijikata /  Jason Kubler (round robin)

## Înlocuitori
1. Nathaniel Lammons / Jackson Withrow (nu au jucat)
2. Jamie Murray /  Michael Venus (nu au jucat)

## Tabloul principal

### Finală
|  | Semifinale | Semifinale                               | Semifinale | Semifinale               | Semifinale |   |                                    | Finală | Finală | Finală | Finală | Finală |  |
|  |            |                                          |            |                          |            |   |                                    |        |        |        |        |        |  |
|  | 5          | Marcel Granollers Horacio Zeballos       | 7          | 6                        |            |   |                                    |        |        |        |        |        |  |
|  | 5          | Marcel Granollers Horacio Zeballos       | 7          | 6                        |            |   |                                    |        |        |        |        |        |  |
|  | 3          | Rohan Bopanna Matthew Ebden              | 5          | 4                        |            |   |                                    |        |        |        |        |        |  |
|  | 3          | Rohan Bopanna Matthew Ebden              | 5          | 4                        |            | 5 | Marcel Granollers Horacio Zeballos | 3      | 4      |        |        |        |  |
|  |            |                                          |            |                          |            | 5 | Marcel Granollers Horacio Zeballos | 3      | 4      |        |        |        |  |
|  |            |                                          | 6          | Rajeev Ram Joe Salisbury | 6          | 6 |                                    |        |        |        |        |        |  |
|  | 6          | Rajeev Ram Joe Salisbury                 | 6          | Rajeev Ram Joe Salisbury | 6          | 6 | 7                                  | 3      | [10]   |        |        |        |  |
|  | 6          | Rajeev Ram Joe Salisbury                 |            |                          |            |   |                                    |        |        |        |        |        |  |
|  | 4          | Santiago González Édouard Roger-Vasselin | 65         | 6                        | [7]        |   |                                    |        |        |        |        |        |  |

### Grupa Verde
|   |                                          | Dodig Krajicek    | S González Roger-Vasselin | Granollers Zeballos | M González Molteni | RR C–P | Set C–P      | Game C–P       | Clasament |
| 1 | Ivan Dodig Austin Krajicek               |                   | 4–6, 6–3, [13–15]         | 4–6, 4–6            | 6–4, 6–2           | 1–2    | 3–4 (42.86%) | 30–28 (51.72%) | 3         |
| 4 | Santiago González Édouard Roger-Vasselin | 6–4, 3–6, [15–13] |                           | 6–2, 3–6, [7–10]    | 6–4, 6–4           | 2–1    | 5–3 (62.5%)  | 31–27 (53.45%) | 2         |
| 5 | Marcel Granollers Horacio Zeballos       | 6–4, 6–4          | 2–6, 6–3, [10–7]          |                     | 6–3, 6–4           | 3–0    | 6–1 (85.71%) | 33–24 (57.89%) | 1         |
| 7 | Máximo González Andrés Molteni           | 4–6, 2–6          | 4–6, 4–6                  | 3–6, 4–6            |                    | 0–3    | 0–6 (0%)     | 21–36 (36.84%) | 4         |

### Grupa Roșie
|   |                             | Koolhof Skupski  | Bopanna Ebden | Ram Salisbury    | Hijikata Kubler | RR C–P | Set C–P      | Game C–P       | Clasament |
| 2 | Wesley Koolhof Neal Skupski |                  | 4–6, 6–7(5–7) | 3–6, 6–3, [7–10] | 6–3, 6–4        | 1–2    | 3–4 (42.86%) | 31–30 (50.82%) | 3         |
| 3 | Rohan Bopanna Matthew Ebden | 6–4, 7–6(7–5)    |               | 3–6, 4–6         | 6–4, 6–4        | 2–1    | 4–2 (66.67%) | 32–30 (51.61%) | 2         |
| 6 | Rajeev Ram Joe Salisbury    | 6–3, 3–6, [10–7] | 6–3, 6–4      |                  |                 | 2–0    | 4–1 (80%)    | 22–16 (57.89%) | 1         |
| 8 | Rinky Hijikata Jason Kubler | 3–6, 4–6         | 4–6, 4–6      |                  |                 | 0–2    | 0–4 (0%)     | 15–24 (38.46%) | 4         |

Ordinea este determinată de: 1. numărul de victorii; 2. numărul de meciuri; 3. în caz de egalitate doi jucători, rezultat head-to-head; 4. în caz de egalitate trei jucători, procentul de seturi câștigate, apoi procentul de jocuri câștigate, apoi rezultat head-to-head; 5. clasament ATP.